# Сурвајвор: Доминиканска Република
Сурвајвор: Доминиканска Република је пета сезона српске такмичарске телевизијске емисије Сурвајвор Србија, а трећа сезона хрватске Сурвајвор Хрватска. Премијеро је приказана 14. марта 2022. на Новој С у Србији, Новој у Хрватској, Новој БХ у Босни и Херцеговини и Новој М у Црној Гори. Завршена је 5. јуна 2022. године, када су Стефан Невистић и Невена Блануша проглашени за једине преживеле, док су друго место заузели Милица Дабовић и Горан Шпалета. Прва је сезона у којој победници нису одабрани гласањем, него победом у игри, као и прва са два победника јер је свако племе имало по двоје финалиста.
У октобру 2021. године United Media је најавила ревитализацију емисије и покренула пријаве за пету сезону. На продукцију и приказивање сезоне утицала је пандемија ковида 19. Снимање се одвило од 2. марта до 12. маја 2022. године у Доминиканској Републици. Шеста сезона најављена је 1. јуна 2022. када су почеле пријаве за такмичење.

## Продукција
Због пандемије ковида 19, сви такмичари и чланови продукције су били тестирани на коронавирус.

## Такмичари
Такмичари су најављени током фебруара и марта 2022. године. До првог племенског савета, племе Азуа се звало Плави тим, док се племе Мао звало Црвени тим. Касније су додата четири такмичара; по два у свако племе. Ивана Печек је ушла као замена Иване Банфић, која је напустила такмичење због повреде. Племена су се ујединила 44. дана, међутим и даље су била подељена али су живела заједно на истом острву. Ванредне номинације и елиминације почеле су од 50. дана. Велико веће је одабрало по једног финалисту, док је други претходно осигурао место у финалу победом у игри.
| Такмичар                                                                | Племе         | Племе | Пласман              |
| ----------------------------------------------------------------------- | ------------- | ----- | -------------------- |
| Сања Мочибоб 37, Умаг, Хрватска Студенткиња маркетинга                  | Азуа          | Азуа  | 1. избачена 5. дан   |
| Игор Лазић „Niggor” 52, Котор, Црна Гора Хип хоп извођач                      | Мао           | Мао   | 2. избачени 12. дан  |
| Ивана Банфић 52, Велика Горица, Хрватска Певачица                       | Азуа          | Азуа  | Напустила 13. дан    |
| Ивона Коковић 31, Прокупље, Србија Животни тренер                       | Мао           | Мао   | 3. избачена 18. дан  |
| Кристиан Рауш 27, Загреб, Хрватска Лични тренер                         | Азуа          | Азуа  | 4. избачени 23. дан  |
| Хрвоје Хабдија 30, Загреб, Хрватска Скипер                              | Ушао 14. дана | Азуа  | 5. избачени 28. дан  |
| Рамиз Гусинац 52, Нови Пазар, Србија Фризер                             | Ушао 14. дана | Мао   | 6. избачени 33. дан  |
| Виктор Бобић 35, Јаблановец, Хрватска Власник теретане                  | Азуа          | Азуа  | Напустио 34. дан     |
| Јована Томић 24, Београд, Србија Молекуларни биолог                     | Ушла 14. дана | Мао   | 7. избачена 38. дан  |
| Ивана Печек 24, Загреб, Хрватска Координаторка фитнес центра            | Ушла 26. дана | Азуа  | 8. избачена 43. дан  |
| Мина Николић 29, Београд, Србија Глумица                                | Мао           | Мао   | 9. избачена 49. дан  |
| Бранко Милошев 30, Нови Сад, Србија Професор физичког                   | Мао           | Мао   | 10. избачени 54. дан |
| Роко Симић 27, Сплит, Хрватска Конобар                                  | Азуа          | Азуа  | 11. избачени 57. дан |
| Сумеја Шејто 27, Сарајево, Босна и Херцеговина Каратисткиња             | Азуа          | Азуа  | 12. избачена 61. дан |
| Владимир Говедарица 30, Београд, Србија Конобар                         | Мао           | Мао   | 13. избачени 67. дан |
| Маша Купрешанин 25, Нови Сад, Србија Лични тренер                       | Мао           | Мао   | 14. избачена 68. дан |
| Томислав Рубињони 32, Загреб, Хрватска Лични тренер                     | Азуа          | Азуа  | 15. избачени 69. дан |
| Ника Ракић 25, Керестинец, Хрватска Лични тренер                        | Азуа          | Азуа  | 16. избачена 70. дан |
| Стеван Стевановић 30, Београд, Србија Рагбиста                          | Мао           | Мао   | 17. избачени 70. дан |
| Нађа Ерић 21, Београд, Србија Физиотерапеут                             | Мао           | Мао   | 18. избачена 71. дан |
| Тена Томљановић 23, Загреб, Хрватска Студенткиња архитектуре            | Азуа          | Азуа  | 19. избачена 71. дан |
| Милица Дабовић 40, Цетиње, Црна Гора Кошаркашица                        | Мао           | Мао   | Друго место          |
| Горан Шпалета 36, Загреб, Хрватска Лични тренер                         | Азуа          | Азуа  | Друго место          |
| Стефан Невистић 28, Краљево, Србија Асистент Црвеног крста              | Мао           | Мао   | Једини преживели     |
| Невена Блануша 27, Загреб, Хрватска Магистар кинезиологије и хокејашица | Ушла 14. дана | Азуа  | Једина преживела     |

## Ток игре
1. дан

По доласку чамцима до острва, оба тима су се такмичила у томе који цео тим ће први допливати до обале. Српски тим је победио и освојио право да бира боју својег племена, као и острво које с том бојом долази. Нигор је био такмичар који је задњи допливао до обале у српском тиму, док је у хрватском тиму то била Ивана Банфић. Српски тим је одабрао црвену боју, не знајући да она доноси боље острво.
Касније тог дана, одигран је други изазов између племена, који се играо за више алата и шибице. Такмичење је било засновано на дуелима један на један између чланова супарничких тимова, са условом да су жене морале да се такмиче против жена, а мушкарци против мушкараца. Парови би морали да пређу полигон из два дела (водени и копнени), пре слагања слагалице, након које следи набацивање обруча на два стубића. Прва особа која пређе полигон, сложи слагалицу како треба и набаци по један обруч на сваки од стубића осваја поен за свој тим. Први тим који дође до 8 поена је био победник. Парови су бирани од стране такмичара, с тим да је црвени тим први бирао. Тим чији члан први бира противника је одређен бацањем новчића и то је био Црвени тим. Црвено племе је победило.
| 1.               | 1.                   | Бранко               | Победник  |
| 1.               | 1.                   | Роко                 |           |
| 1.               | 2.                   | Милица               | Победница |
| 1.               | 2.                   | Сумеја               |           |
| 1.               | 3.                   | Стефан               | Победник  |
| 1.               | 3.                   | Кристиан             |           |
| 1.               | 4.                   | Ивона                |           |
| 1.               | 4.                   | Тена                 | Победница |
| 1.               | 5.                   | Нигор                |           |
| 1.               | 5.                   | Виктор               | Победник  |
| 1.               | 6.                   | Маша                 | Победница |
| 1.               | 6.                   | Ника                 |           |
| 1.               | 7.                   | Стеван               |           |
| 1.               | 7.                   | Томислав             | Победник  |
| 1.               | 8.                   | Мина                 | Победница |
| 1.               | 8.                   | Ивана Б.             |           |
| 1.               | 9.                   | Владимир             | Победник  |
| 1.               | 9.                   | Горан                |           |
| 1.               | 10.                  | Нађа                 |           |
| 1.               | 10.                  | Сања                 | Победница |
| 1.               | Резултат првог круга | Резултат првог круга | 6         |
| 1.               | Резултат првог круга | Резултат првог круга | 4         |
| 2.               | 11.                  | Бранко               |           |
| 2.               | 11.                  | Томислав             | Победник  |
| 2.               | 12.                  | Маша                 |           |
| 2.               | 12.                  | Тена                 | Победница |
| 2.               | 13.                  | Стефан               | Победник  |
| 2.               | 13.                  | Роко                 |           |
| 2.               | 14.                  | Милица               | Победница |
| 2.               | 14.                  | Ника                 |           |
| Коначан резултат | Коначан резултат     | Коначан резултат     | 8         |
| Коначан резултат | Коначан резултат     | Коначан резултат     | 6         |

2. дан

Тимови су се такмичили за награду од 20 кромпира (по два за сваког члана победничког тима). Такмичење је било засновано на дуелима четири на четири између чланова супарничких тимова. Сваки тим се састојао од водоноше, два помоћника и стрелца. Водоноша је захватао воду у кофу и додавао је првом помоћнику. Тај помоћник је морао да кофу баци другом помоћнику. Други помоћник је морао да кофу баци стрелцу који пуну посуду. Кад се сипало довољно воде, активирао се механизам који ослобађа лоптицу. Мушки стрелац поред те на располагању добија још две лоптице, а женска стрелкиња три, које покушава да ускотрља уз платформу бацањем тако да лоптица остане на врху платформе. Први стрелац који на врху заустави две лоптице је победник и осваја поен за свој тим. Први тим који дође до 8 поена је био победник. Тим чији стрелац први бира противника је одређен бацањем новчића и то је био Црвени тим. Црвено племе је победило.
| 1.               | 1.                   | Ивона                | Бранко               | Стеван               | Победници |
| 1.               | 1.                   | Ивона                | Милица               | Стеван               | Победници |
| 1.               | 1.                   | Сања                 | Горан                | Томислав             |           |
| 1.               | 1.                   | Сања                 | Ника                 | Томислав             |           |
| 1.               | 2.                   | Нигор                | Бранко               | Мина                 |           |
| 1.               | 2.                   | Нигор                | Милица               | Мина                 |           |
| 1.               | 2.                   | Кристијан            | Тена                 | Сумеја               | Победници |
| 1.               | 2.                   | Кристијан            | Виктор               | Сумеја               | Победници |
| 1.               | 3.                   | Ивона                | Стеван               | Бранко               |           |
| 1.               | 3.                   | Ивона                | Милица               | Бранко               |           |
| 1.               | 3.                   | Сања                 | Томислав             | Горан                | Победници |
| 1.               | 3.                   | Сања                 | Ника                 | Горан                | Победници |
| 1.               | 4.                   | Бранко               | Милица               | Ивона                | Победници |
| 1.               | 4.                   | Бранко               | Стеван               | Ивона                | Победници |
| 1.               | 4.                   | Виктор               | Сумеја               | Тена                 |           |
| 1.               | 4.                   | Виктор               | Горан                | Тена                 |           |
| 1.               | 5.                   | Мина                 | Стефан               | Нигор                | Победници |
| 1.               | 5.                   | Мина                 | Маша                 | Нигор                | Победници |
| 1.               | 5.                   | Тена                 | Кристиан             | Виктор               |           |
| 1.               | 5.                   | Тена                 | Сумеја               | Виктор               |           |
| 1.               | 6.                   | Нигор                | Мина                 | Маша                 |           |
| 1.               | 6.                   | Нигор                | Стефан               | Маша                 |           |
| 1.               | 6.                   | Томислав             | Сања                 | Ника                 | Победници |
| 1.               | 6.                   | Томислав             | Горан                | Ника                 | Победници |
| 1.               | 7.                   | Мина                 | Нигор                | Стефан               | Победници |
| 1.               | 7.                   | Мина                 | Маша                 | Стефан               | Победници |
| 1.               | 7.                   | Тена                 | Виктор               | Кристиан             |           |
| 1.               | 7.                   | Тена                 | Сумеја               | Кристиан             |           |
| 1.               | 8.                   | Бранко               | Ивона                | Милица               | Победници |
| 1.               | 8.                   | Бранко               | Стеван               | Милица               | Победници |
| 1.               | 8.                   | Томислав             | Ника                 | Сања                 |           |
| 1.               | 8.                   | Томислав             | Горан                | Сања                 |           |
| 1.               | Резултат првог круга | Резултат првог круга | Резултат првог круга | Резултат првог круга | 5         |
| 1.               | Резултат првог круга | Резултат првог круга | Резултат првог круга | Резултат првог круга | 3         |
| 2.               | 9.                   | Нађа                 | Стефан               | Владимир             | Победници |
| 2.               | 9.                   | Нађа                 | Милица               | Владимир             | Победници |
| 2.               | 9.                   | Ивана Б.             | Кристиан             | Роко                 |           |
| 2.               | 9.                   | Ивана Б.             | Ника                 | Роко                 |           |
| 2.               | 10.                  | Стефан               | Милица               | Нађа                 |           |
| 2.               | 10.                  | Стефан               | Владимир             | Нађа                 |           |
| 2.               | 10.                  | Кристиан             | Ника                 | Ивана Б.             | Победници |
| 2.               | 10.                  | Кристиан             | Роко                 | Ивана Б.             | Победници |
| 2.               | 11.                  | Ивона                | Стеван               | Владимир             |           |
| 2.               | 11.                  | Ивона                | Милица               | Владимир             |           |
| 2.               | 11.                  | Тена                 | Томислав             | Горан                | Победници |
| 2.               | 11.                  | Тена                 | Сумеја               | Горан                | Победници |
| 2.               | 12.                  | Владимир             | Милица               | Ивона                |           |
| 2.               | 12.                  | Владимир             | Стеван               | Ивона                |           |
| 2.               | 12.                  | Горан                | Тена                 | Сумеја               | Победници |
| 2.               | 12.                  | Горан                | Томислав             | Сумеја               | Победници |
| 2.               | 13.                  | Стеван               | Владимир             | Ивона                | Победници |
| 2.               | 13.                  | Стеван               | Милица               | Ивона                | Победници |
| 2.               | 13.                  | Кристиан             | Горан                | Тена                 |           |
| 2.               | 13.                  | Кристиан             | Сумеја               | Тена                 |           |
| 2.               | 14.                  | Владимир             | Ивона                | Милица               | Победници |
| 2.               | 14.                  | Владимир             | Стеван               | Милица               | Победници |
| 2.               | 14.                  | Горан                | Сумеја               | Тена                 |           |
| 2.               | 14.                  | Горан                | Кристиан             | Тена                 |           |
| Коначан резултат | Коначан резултат     | Коначан резултат     | Коначан резултат     | Коначан резултат     | 8         |
| Коначан резултат | Коначан резултат     | Коначан резултат     | Коначан резултат     | Коначан резултат     | 6         |

3. дан

Тимови су се такмичили за племенски имунитет тј. како би се одлучило који ће од два тима морати да иде на племенски савет и да номинује некога за елиминацију такмичења. Такмичење је било засновано на дуелима један на један између чланова супарничких тимова. Такмичар би се спустио низ тобоган у базен који мора да преплива пре прелажења полигона. После полигона их је чекало 6 стубића наређаних на полице које такмичар мора да обори бацањем пет штапова који су им дати. Тим чији члан први бира противника је одређен бацањем новчића и то је био Црвени тим. Плави тим је победио.
| 1.               | 1.                   | Нигор                |           |
| 1.               | 1.                   | Роко                 | Победник  |
| 1.               | 2.                   | Ивона                |           |
| 1.               | 2.                   | Сумеја               | Победница |
| 1.               | 3.                   | Бранко               |           |
| 1.               | 3.                   | Кристиан             | Победник  |
| 1.               | 4.                   | Мина                 |           |
| 1.               | 4.                   | Тена                 | Победница |
| 1.               | 5.                   | Владимир             |           |
| 1.               | 5.                   | Горан                | Победник  |
| 1.               | 6.                   | Нађа                 | Победница |
| 1.               | 6.                   | Ивана Б.             |           |
| 1.               | 7.                   | Стефан               |           |
| 1.               | 7.                   | Томислав             | Победник  |
| 1.               | 8.                   | Маша                 |           |
| 1.               | 8.                   | Ника                 | Победница |
| 1.               | 9.                   | Стеван               | Победник  |
| 1.               | 9.                   | Виктор               |           |
| 1.               | 10.                  | Милица               | Победница |
| 1.               | 10.                  | Сања                 |           |
| 1.               | Резултат првог круга | Резултат првог круга | 3         |
| 1.               | Резултат првог круга | Резултат првог круга | 7         |
| 2.               | 11.                  | Стеван               |           |
| 2.               | 11.                  | Горан                | Победник  |
| Коначан резултат | Коначан резултат     | Коначан резултат     | 3         |
| Коначан резултат | Коначан резултат     | Коначан резултат     | 8         |

Истог дана, црвени тим је играо игру за лични имунитет. Сваки члан црвеног тима је добио полугу коју држи једном руком и шест коцака са ужим врхом и дном. На знак водитеља, сваки члан тима је морао да дода коцку на други крај своје полуге. Онај учесник коме коцке падну испада из игре за лични имунитет. Последњи учесник који остане је победник. Победник игре, Стефан, није могао да буде изгласан тј. номинован за елиминацију.
На племенском савету, пре почетка гласања, тимовима су додељена племенска имена. Црвени тим је добио име Мао, а Плави тим је добио име Азуа. Кроз анонимно гласање, Мина и Владимир су добили по 1 глас, а Нигор и Ивона по 4. У другој, јавној рунди гласања, Нигор и Ивона су опет добили по 4 гласа, па су обоје номиновани за елиминацију.
| Први круг гласања |                |            |
| Такмичар(ка)      | Укупно гласова | Резултат   |
| Мина              | 1              |            |
| Нигор             | 4              | Други круг |
| Ивона             | 4              | Други круг |
| Владимир          | 1              |            |

| Други круг гласања |         |          |         |         |         |         |         |         |                |            |
| Такмичар(ка)       | Гласови | Гласови  | Гласови | Гласови | Гласови | Гласови | Гласови | Гласови | Укупно гласова | Резултат   |
| Такмичар(ка)       | Бранко  | Владимир | Стеван  | Мина    | Милица  | Нађа    | Маша    | Стефан  | Укупно гласова | Резултат   |
| Нигор              |         |          |         | Не      | Не      | Не      | Не      |         | 4              | Номинација |
| Ивона              | Не      | Не       | Не      |         |         |         |         | Не      | 4              | Номинација |

4. дан

Племена су се поново такмичила за племенски имунитет. Такмичење је било засновано на дуелима један на један између чланова супарничких племена. Такмичари су се спустили низ тобоган на чијем дну су се налазила два велика калема са ручкама, чији су отвори довољно велики да особа стане у њих, око којих су обмотани канапи који су затегнути за стубић. Такмичар мора да стане у калем и пируетама ка следећој препреци га одмота и затегне канап. После одмотавања калема, такмичар мора да пређе преко равне греде. Пад са греде значи враћање на почетак греде и понављање препреке. После прве греде се налазио други калем с конопцем, препрека идентична првој. После њега се налазила друга греда која кривуда на два места и коју такмичар мора да пређе. Пад и са ове греде значи враћање на почетак исте. После друге греде се налазио трећи калем, идентичан првим двема. После одмотавања тог калема на исти начин као и прва два, такмичари су морали да лоптице одбијањем од платформу која се налази између њих и корпи убаце лоптице у те две корпе, једну која је ближе, и једну која је даље. Сваки такмичар добија по 4 лоптице. Први такмичар који успе да убаци по једну лоптицу у обе корпе је победник. Племе Азуа је прво бирало противника, али је изгубило. Ипак, племену Азуа су додељене шибице.
| 1.               | 1.                   | Владимир             |           |
| 1.               | 1.                   | Виктор               | Победник  |
| 1.               | 2.                   | Нађа                 | Победница |
| 1.               | 2.                   | Тена                 |           |
| 1.               | 3.                   | Бранко               |           |
| 1.               | 3.                   | Горан                | Победник  |
| 1.               | 4.                   | Милица               |           |
| 1.               | 4.                   | Ника                 | Победница |
| 1.               | 5.                   | Стефан               | Победник  |
| 1.               | 5.                   | Кристиан             |           |
| 1.               | 6.                   | Мина                 | Победница |
| 1.               | 6.                   | Ивана Б.             |           |
| 1.               | 7.                   | Нигор                | Победник  |
| 1.               | 7.                   | Томислав             |           |
| 1.               | 8.                   | Маша                 | Победница |
| 1.               | 8.                   | Сумеја               |           |
| 1.               | 9.                   | Стеван               |           |
| 1.               | 9.                   | Роко                 | Победник  |
| 1.               | 10.                  | Ивона                |           |
| 1.               | 10.                  | Сања                 | Победница |
| 1.               | Резултат првог круга | Резултат првог круга | 5         |
| 1.               | Резултат првог круга | Резултат првог круга | 5         |
| 2.               | 11.                  | Владимир             | Победник  |
| 2.               | 11.                  | Роко                 |           |
| 2.               | 12.                  | Нађа                 | Победница |
| 2.               | 12.                  | Сумеја               |           |
| 2.               | 13.                  | Стефан               | Победник  |
| 2.               | 13.                  | Горан                |           |
| Коначан резултат | Коначан резултат     | Коначан резултат     | 8         |
| Коначан резултат | Коначан резултат     | Коначан резултат     | 3         |

Истог дана, племе Азуа је играло игру за лични имунитет, исту коју је племе Мао играло претходног дана. Сваки члан племена је добио полугу коју држи једном руком и шест коцака са ужим врхом и дном. На знак водитеља, сваки члан тима је морао да дода коцку на други крај своје полуге. Онај учесник коме коцке падну испада из игре за лични имунитет. Последњи учесник који остане је победник. Победник игре, Виктор, није могао да буде изгласан тј. номинован за елиминацију.
На племенском савету, кроз анонимно гласање, Кристиан је добио 1 глас, а Сања 6. Гласање је обустављено кад је Сања остварила апсолутну већину гласова.
| Гласање      |                |            |
| Такмичар(ка) | Укупно гласова | Резултат   |
| Кристиан     | 1              |            |
| Сања         | 6              | Номинација |

5. дан

На вече петог дана, одржана је борба између три номинована кандидата (Ивоне, Нигора и Сање). Такмичари су морали ногом да балансирају клацкалицу на чијем се другом крају налазио ћуп са 3&nbsp;kg песка. Сања из племена Азуа је изгубила и напустила такмичење.
6. дан

Шестог дана, играна је игра за пиринач и уље. Победници борбе су добили 2&nbsp;kg пиринча и пола литре уља, док је губитнички тим добио упола мање. Такмичење је било засновано на дуелима два на два између парова из супарничких племена. Парови (који се састоје између стрелца и помоћника) су морали да стану у кавез који носе кроз полигон. На крају полигона, такмичари су морали да пронађу палицу закопану у песку. Онда, морају да прођу кроз пролаз довољно велик само за један тим, пређу још једну полигонску препреку, и онда пронађу другу палицу. После тога, стрелац покушава да обори три лопте које су на врху наслаганих коцака. Ако стрелац обори неку коцку, мора да их опет послаже и гађа поново обарање све 3 лопте доноси поен племену. Прво племе које дође до 8 поена је било победничко. Племе чији стрелац први бира противника је било племе Мао. Племе Мао је победило.
| 1.               | 1.                   | Стеван               | Стефан               | Победници |
| 1.               | 1.                   | Горан                | Виктор               |           |
| 1.               | 2.                   | Мина                 | Маша                 | Победници |
| 1.               | 2.                   | Тена                 | Сумеја               |           |
| 1.               | 3.                   | Бранко               | Нигор                |           |
| 1.               | 3.                   | Виктор               | Горан                | Победници |
| 1.               | 4.                   | Милица               | Нађа                 | Победници |
| 1.               | 4.                   | Сумеја               | Тена                 |           |
| 1.               | 5.                   | Нигор                | Бранко               |           |
| 1.               | 5.                   | Кристиан             | Роко                 | Победници |
| 1.               | 6.                   | Маша                 | Мина                 | Победници |
| 1.               | 6.                   | Ивана Б.             | Ника                 |           |
| 1.               | 7.                   | Стефан               | Стеван               | Победници |
| 1.               | 7.                   | Роко                 | Кристиан             |           |
| 1.               | 8.                   | Милица               | Нађа                 | Победници |
| 1.               | 8.                   | Ивана Б.             | Ника                 |           |
| 1.               | 9.                   | Стеван               | Владимир             | Победници |
| 1.               | 9.                   | Горан                | Томислав             |           |
| 1.               | Резултат првог круга | Резултат првог круга | Резултат првог круга | 7         |
| 1.               | Резултат првог круга | Резултат првог круга | Резултат првог круга | 2         |
| 2.               | 10.                  | Ивона                | Мина                 |           |
| 2.               | 10.                  | Сумеја               | Тена                 | Победници |
| 2.               | 11.                  | Стефан               | Стеван               |           |
| 2.               | 11.                  | Роко                 | Горан                | Победници |
| 2.               | 12.                  | Милица               | Ивона                | Победници |
| 2.               | 12.                  | Тена                 | Ивана Б.             |           |
| Коначан резултат | Коначан резултат     | Коначан резултат     | Коначан резултат     | 8         |
| Коначан резултат | Коначан резултат     | Коначан резултат     | Коначан резултат     | 4         |

7. дан

На вече седмог дана, играна је игра за опрему за риболов, као и рибу. Такмичење је било засновано на дуелима један на један између чланова из супарничких племена. Такмичарима су били стављени повези на очи, на зглобове и чланке су им стављене огрлице са звончићима, а на леђа заставица. Онај такмичар који први успе да стргне заставицу са леђа свог противника осваја поен. Онај такмичар који први дође до два поена осваја поен за своје племе. Прво племе које дође до 8 поена је било победничко. Племе чији је такмичар први бирао противника је било племе Азуа. Племе Азуа је победило.
Током игре између Милице и Иване, Ивана Банфић се повредила, па није могла да настави игру за тај дан. Милица је изабрала Тену за нову противницу.
| 1.               | 1.                   | Бранко               | 0                    |           |
| 1.               | 1.                   | Кристиан             | 2                    | Победник  |
| 1.               | 2.                   | Ивона                | 2                    | Победница |
| 1.               | 2.                   | Тена                 | 1                    |           |
| 1.               | 3.                   | Нигор                | 0                    |           |
| 1.               | 3.                   | Горан                | 2                    | Победник  |
| 1.               | 4.                   | Мина                 | 0                    |           |
| 1.               | 4.                   | Сумеја               | 2                    | Победница |
| 1.               | 5.                   | Владимир             | 2                    | Победник  |
| 1.               | 5.                   | Виктор               | 0                    |           |
| 1.               | 6.                   | Маша                 | 0                    |           |
| 1.               | 6.                   | Ника                 | 2                    | Победница |
| 1.               | 7.                   | Стеван               | 0                    |           |
| 1.               | 7.                   | Роко                 | 2                    | Победник  |
| 1.               | 8.                   | Милица               | 2                    | Победница |
| 1.               | 8.                   | Ивана Б. Тена        | 1                    |           |
| 1.               | 9.                   | Стефан               | 2                    | Победник  |
| 1.               | 9.                   | Томислав             | 0                    |           |
| 1.               | Резултат првог круга | Резултат првог круга | Резултат првог круга | 4         |
| 1.               | Резултат првог круга | Резултат првог круга | Резултат првог круга | 5         |
| 2.               | 10.                  | Владимир             | 0                    |           |
| 2.               | 10.                  | Кристиан             | 2                    | Победник  |
| 2.               | 11.                  | Нађа                 | 2                    | Победница |
| 2.               | 11.                  | Сумеја               | 0                    |           |
| 2.               | 12.                  | Бранко               | 0                    |           |
| 2.               | 12.                  | Горан                | 2                    | Победник  |
| 2.               | 13.                  | Ивона                | 0                    |           |
| 2.               | 13.                  | Ника                 | 2                    | Победница |
| Коначан резултат | Коначан резултат     | Коначан резултат     | Коначан резултат     | 5         |
| Коначан резултат | Коначан резултат     | Коначан резултат     | Коначан резултат     | 8         |

8. дан

на вече осмог дана, играна је игра за племенски имунитет. Такмичење је било засновано на дуелима један на један између чланова из супарничких племена. Такмичари су морали да пређу полигон на чијем крају се налазила слагалица. По слагању слагалице, такмичар бирају један од два ковчега који су дати обома дуелиста. У једном се налази 5, а у другом 3 прстена. Бацањем тих прстенова је морало да се обори 6 лопти. Први такмичар који обори све лопте осваја поен за своје племе. Прво племе које дође до 8 поена је било победничко. Племе чији је такмичар први бирао противника је било племе Мао. Племе Мао је победило.
Ивана Банфић из племена Азуа због повреде није учествовала у игри.
| 1.               | 1.                   | Владимир             | Победник  |
| 1.               | 1.                   | Виктор               |           |
| 1.               | 2.                   | Маша                 | Победница |
| 1.               | 2.                   | Ника                 |           |
| 1.               | 3.                   | Нигор                | Победник  |
| 1.               | 3.                   | Роко                 |           |
| 1.               | 4.                   | Мина                 |           |
| 1.               | 4.                   | Тена                 | Победница |
| 1.               | 5.                   | Стеван               |           |
| 1.               | 5.                   | Горан                | Победник  |
| 1.               | 6.                   | Бранко               |           |
| 1.               | 6.                   | Томислав             | Победник  |
| 1.               | 7.                   | Милица               | Победница |
| 1.               | 7.                   | Сумеја               |           |
| 1.               | 8.                   | Стефан               |           |
| 1.               | 8.                   | Кристиан             | Победник  |
| 1.               | Резултат првог круга | Резултат првог круга | 4         |
| 1.               | Резултат првог круга | Резултат првог круга | 4         |
| 2.               | 9.                   | Владимир             | Победник  |
| 2.               | 9.                   | Горан                |           |
| 2.               | 10.                  | Ивона                |           |
| 2.               | 10.                  | Тена                 | Победница |
| 2.               | 11.                  | Бранко               | Победник  |
| 2.               | 11.                  | Кристиан             |           |
| 2.               | 12.                  | Нађа                 | Победница |
| 2.               | 12.                  | Сумеја               |           |
| 2.               | 13.                  | Стефан               | Победник  |
| 2.               | 13.                  | Роко                 |           |
| Коначан резултат | Коначан резултат     | Коначан резултат     | 8         |
| Коначан резултат | Коначан резултат     | Коначан резултат     | 5         |

Исте вечери је одиграна игра за лични имунитет. Такмичари су морали да балансирају лоптице на дасци коју су држали са стране у рукама. Онај учесник коме лоптица падне испада из игре за лични имунитет. Последњи учесник који остане је победник. Победник игре, Кристиан, није могао да буде изгласан тј. номинован за елиминацију.
9. дан

На племенском савету, кроз анонимно гласање, Роко је добио 5 гласова, а Томислав 1. Гласање је обустављено кад је Роко остварио апсолутну већину гласова. Ивана Банфић није могла да буде номинована пошто због своје повреде није могла да учествује на игри за лични имунитет.
| Гласање      |                |            |
| Такмичар(ка) | Укупно гласова | Резултат   |
| Роко         | 5              | Номинација |
| Томислав     | 1              |            |

10. дан

10. дана је играна игра за племенски имунитет. У свакој рунди, тим сваког племена се састојао од два мушкарца и једне жене, где једна особа је хватач, а остале две помагачи. Цео тим је једним еластичним конопцем везан за један крај терена. Тим мора да претрчи терен (док их конопац вуче назад), хватач тима мора да зграби заставицу која се налази на том крају терена и стави је у постоље које се налази на почетку. Када хватач постави све четири заставице први, осваја поен за своје племе. Прво племе које дође до 8 поена је било победничко. Племе Азуа је победило.
Ивана Банфић из племена Азуа због повреде није учествовала у игри.
| 1.               | Стеван           | Маша             | Нигор            |           |
| 1.               | Ника             | Горан            | Томислав         | Победници |
| 2.               | Стефан           | Милица           | Бранко           | Победници |
| 2.               | Тена             | Роко             | Кристиан         |           |
| 3.               | Стеван           | Нигор            | Маша             |           |
| 3.               | Томислав         | Горан            | Ника             | Победници |
| 4.               | Нигор            | Маша             | Стеван           |           |
| 4.               | Ника             | Томислав         | Горан            | Победници |
| 5.               | Бранко           | Стефан           | Милица           | Победници |
| 5.               | Роко             | Кристиан         | Тена             |           |
| 6.               | Милица           | Бранко           | Стефан           | Победници |
| 6.               | Кристиан         | Тена             | Роко             |           |
| 7.               | Нађа             | Бранко           | Владимир         |           |
| 7.               | Сумеја           | Томислав         | Виктор           | Победници |
| 8.               | Нађа             | Владимир         | Бранко           | Победници |
| 8.               | Виктор           | Сумеја           | Тимослав         |           |
| 9.               | Стефан           | Стеван           | Мина             |           |
| 9.               | Кристиан         | Горан            | Ника             | Победници |
| 10.              | Стеван           | Ника             | Стефан           | Поновљен  |
| 10.              | Мина             | Кристиан         | Горан            | Поновљен  |
| 10.              | Стеван           | Ника             | Стефан           | Победници |
| 10.              | Мина             | Кристиан         | Виктор           |           |
| 11.              | Бранко           | Владимир         | Нађа             |           |
| 11.              | Виктор           | Томислав         | Сумеја           | Победници |
| 12.              | Стефан           | Ивона            | Стеван           |           |
| 12.              | Ника             | Томислав         | Кристиан         | Победници |
| 13.              | Стеван           | Бранко           | Ивона            |           |
| 13.              | Томислав         | Кристиан         | Ника             | Победници |
| Коначан резултат | Коначан резултат | Коначан резултат | Коначан резултат | 5         |
| Коначан резултат | Коначан резултат | Коначан резултат | Коначан резултат | 8         |

Истог дана, племе Мао је играло игру за лични имунитет, исту коју је племе Азуа играло два дана раније. Такмичари су морали да балансирају лоптице на дасци коју су држали са стране у рукама. Онај учесник коме лоптица падне испада из игре за лични имунитет. Последњи учесник који остане је победник. Победник игре, Бранко, није могао да буде изгласан тј. номинован за елиминацију.
11. дан

На племенском савету, кроз анонимно гласање, Нађа и Владимир су добили по 1 глас, Мина и Ивона по 2, а Нигор 4.
| Гласање      |                |            |
| Такмичар(ка) | Укупно гласова | Резултат   |
| Нађа         | 1              |            |
| Владимир     | 1              |            |
| Мина         | 2              |            |
| Ивона        | 2              |            |
| Нигор        | 4              | Номинација |

12. дан

На вече дванаестог дана, одржана је борба између два номинована кандидата (Рока и Нигора). Такмичари су морали да држе ручке између којих се налазило кладиво, које би по попуштању притиска на ручке пао. Онај такмичар који маљ дуже држи између ручки је победник. Нигор из племена Мао је изгубио и напустио такмичење.
13. дан

Одржан је ванредни племенски савет на ком је објављено да због повреде коју је претрпела у борби током 6. дана, Ивана Банфић мора да напусти такмичење.
14. дан

Пре борбе за намирнице четрнаестог дана, племенима се прикључују по два нова члана. Јована и Рамиз се прикључују племену Мао, док се Невена и Хрвоје прикључују племену Азуа.
Играна је игра за брашно и уље. Победници борбе су добили 1&nbsp;kg брашна и пола литре уља. Такмичење је било засновано на дуелима један на један између чланова супарничких тимова, са условом да су жене морале да се такмиче против жена, а мушкарци против мушкараца. Такмичари су морали да пређу полигон пре него обарања 9 коцака наслаганих у формату 3 са 3 користећи врећице песка које су их чекале на крају полигона. Мушкарци су добили по 4 врећице, а жене по 6. Племе чији је такмичар први бирао противника је било племе Мао. Племе Азуа је победило.
Горан није учествовао у изазову због здравственог стања.
| 1.               | Владимир         | Победник  |
| 1.               | Виктор           |           |
| 2.               | Јована           |           |
| 2.               | Тена             | Победница |
| 3.               | Рамиз            |           |
| 3.               | Роко             | Победник  |
| 4.               | Милица           | Победница |
| 4.               | Невена           |           |
| 5.               | Бранко           |           |
| 5.               | Хрвоје           | Победник  |
| 6.               | Нађа             |           |
| 6.               | Сумеја           | Победница |
| 7.               | Стефан           |           |
| 7.               | Кристиан         | Победник  |
| 8.               | Маша             | Победница |
| 8.               | Ника             |           |
| 9.               | Стеван           |           |
| 9.               | Томислав         | Победник  |
| 10.              | Мина             |           |
| 10.              | Тена             | Победница |
| 11.              | Владимир         | Победник  |
| 11.              | Хрвоје           |           |
| 12.              | Ивона            |           |
| 12.              | Сумеја           | Победница |
| Коначан резултат | Коначан резултат | 4         |
| Коначан резултат | Коначан резултат | 8         |

15. дан

Играна је игра за по два јаја за сваког члана победничког тима, као и четири кокошке и једног петла. Такмичење је било засновано на дуелима један на један између чланова супарничких тимова, са условом да су жене морале да се такмиче против жена, а мушкарци против мушкараца. Такмичари су морали да пређу полигон кроз који носе на раменима мотку са две кофе воде на крајевима. По завршетку полигона, такмичари пуне кутију кофама које су донели. Ако не успеју да напуне кутију из првог пута, морају да се врате по још две кофе које их чекају на почетку полигона. По пуњењу кутије, такмичари морају да се куглају са 7 чуњева. Први такмичар који обори све чуњеве осваја поен за своје племе. Мушкарци су добили по 3 лопте, а жене по 4. Прво племе које дође до 6 поена је било победничко. Племе чији је такмичар први бирао противника је било племе Мао.
Пошто је достигнут резултат 5-5, одиграна је штафетна, последња борба. Свако племе је изабрало по једног мушкарца и жену да учествују. Женска учесница прелази полигон и пуни кофама кутију на крају. Кад су кофе празне, даје знак заставом мушком учеснику да крене да прелази полигон. После прелажења полигона и доношења кофи, један од два члана сваког племена који је учествовао у штафети учествује у делу са куглањем. Племе Мао је победило.

* je означен стрелац штафете
| 1.               | Стефан           |           |
| 1.               | Хрвоје           | Победник  |
| 2.               | Милица           | Победница |
| 2.               | Сумеја           |           |
| 3.               | Владимир         | Победник  |
| 3.               | Виктор           |           |
| 4.               | Јована           | Победница |
| 4.               | Невена           |           |
| 5.               | Рамиз            |           |
| 5.               | Горан            | Победник  |
| 6.               | Маша             |           |
| 6.               | Ника             | Победница |
| 7.               | Стеван           | Победник  |
| 7.               | Кристиан         |           |
| 8.               | Ивона            |           |
| 8.               | Тена             | Победница |
| 9.               | Владимир         | Победник  |
| 9.               | Томислав         |           |
| 10.              | Милица           |           |
| 10.              | Ника             | Победница |
| 11.              | Милица           | Победници |
| 11.              | Владимир*        | Победници |
| 11.              | Ника             |           |
| 11.              | Горан*           |           |
| Коначан резултат | Коначан резултат | 6         |
| Коначан резултат | Коначан резултат | 5         |

16. дан

Шеснаестог дана, играна је игра за племенски имунитет. Такмичење је било засновано на дуелима један на један између чланова супарничких тимова, са условом да су жене морале да се такмиче против жена, а мушкарци против мушкараца. Такмичари су морали да држе полугу на раменима на коју помагачи додају терет. Код мушкараца су се на обе стране шипке додавале вреће у којима је било редом по 30kg, 15kg, 10kg и 7,5kg, док је код жена то било по 15kg два пута, а онда 10kg и 7,5kg. Мушкарци су могли да највише носе 170kg, док је код жена то било 140kg. Онај такмичар који дуже издржи осваја поен за своје племе. Прво племе које дође до 8 поена је било победничко. Племе чији је такмичар први бирао противника је било племе Мао. Племе Азуа је победило.
| 1.               | Владимир         | 90  |           |
| 1.               | Горан            | 90  | Победник  |
| 2.               | Милица           | 60  | Победница |
| 2.               | Тена             | 60  |           |
| 3.               | Стеван           | 110 |           |
| 3.               | Кристиан         | 110 | Победник  |
| 4.               | Јована           | 60  | Победница |
| 4.               | Сумеја           | 60  |           |
| 5.               | Рамиз            | 120 |           |
| 5.               | Роко             | 120 | Победник  |
| 6.               | Маша             | 75  |           |
| 6.               | Невена           | 75  | Победница |
| 7.               | Стефан           | 135 |           |
| 7.               | Томислав         | 135 | Победник  |
| 8.               | Мина             | 75  |           |
| 8.               | Ника             | 75  | Победница |
| 9.               | Бранко           | 150 |           |
| 9.               | Виктор           | 150 | Победник  |
| 10.              | Милица           | 60  |           |
| 10.              | Невена           | 60  | Победница |
| Коначан резултат | Коначан резултат | 2   |           |
| Коначан резултат | Коначан резултат | 8   |           |

Истог дана, племе Мао је играло игру за лични имунитет. Такмичари су морали да балансирају коцке које се налазе на крају мердевина од конопца. На знак водитеља, морали су да додају још једну коцку на крај мердевина. Онај учесник коме коцке падну испада из игре за лични имунитет. Последњи учесник који остане је победник. Победник игре, Рамиз, није могао да буде изгласан тј. номинован за елиминацију.
На племенском савету, кроз анонимно гласање, Јована је добила 1 глас, а Мина и Ивона по 5. У другој, јавној рунди гласања, Мина је добила 4, а Ивона 5 гласова и тиме је Ивона номинована за елиминацију. Нађа је била та чији је глас првобитно отишао Јовани, а у јавној рунди Ивони.
| Први круг гласања |                |            |
| Такмичар(ка)      | Укупно гласова | Резултат   |
| Јована            | 1              |            |
| Мина              | 5              | Други круг |
| Ивона             | 5              | Други круг |

| Други круг гласања |         |         |         |          |         |         |         |         |         |                |            |
| Такмичар(ка)       | Гласови | Гласови | Гласови | Гласови  | Гласови | Гласови | Гласови | Гласови | Гласови | Укупно гласова | Резултат   |
| Такмичар(ка)       | Јована  | Бранко  | Стефан  | Владимир | Милица  | Рамиз   | Нађа    | Маша    | Стеван  | Укупно гласова | Резултат   |
| Мина               | Не      | Не      |         |          |         | Не      |         |         | Не      | 4              |            |
| Ивона              |         |         | Не      | Не       | Не      |         | Не      | Не      |         | 5              | Номинација |

17. дан

Седамнаестог дана је играна игра за племенски имунитет. Такмичење је било засновано на дуелима један на један између чланова супарничких тимова, са условом да су жене морале да се такмиче против жена, а мушкарци против мушкараца. Такмичари су морали да пређу полигон у базену на чијој средини је била мрежа за пењање на којој су биле закачене 3 заставице за сваког такмичара. Такмичари су морали да се из базена попну и скину заставице пре настављања полигона и другог дела игре која је била полу-хокеј полу-кошарка. Такмичари морају убацују пакове које гурају преко стола у кош на другој страни стола помоћу рампе на средини стола. Први такмичар који убаци два пака у кош осваја поен за своје племе. Мушки такмичари су имало по 4, а женски по 5 пакова. Прво племе које дође до 8 поена је било победничко. Племе чији је такмичар први бирао противника је било племе Азуа.
Тена из племена Азуа и Нађа из племена Мао због муке која их је задесила током увода у игру нису учествовале у игри.
Пошто је достигнут резултат 7-7, одиграна је штафетна, последња борба. Свако племе је изабрало по једног мушкарца и жену да учествују. Женска такмичарка је прва прелазила полигон, с тим што су уместо 3 заставице окачене 4, по 2 за сваког учесника штафете. Кад заврши полигон, такмичарка даје знак мушком делу штафете да крене. Пошто мушки такмичар пређе полигон, један од два члана сваког племена који је учествовао у штафети учествује у делу са куглањем. Победило је племе Азуа.

* је означен стрелац штафете
| 1.               | Бранко           | Победник  |
| 1.               | Роко             |           |
| 2.               | Маша             |           |
| 2.               | Ника             | Победница |
| 3.               | Стеван           |           |
| 3.               | Горан            | Победник  |
| 4.               | Владимир         | Победник  |
| 4.               | Томислав         |           |
| 5.               | Јована           | Победница |
| 5.               | Невена           |           |
| 6.               | Рамиз            | Победник  |
| 6.               | Виктор           |           |
| 7.               | Стефан           | Победник  |
| 7.               | Хрвоје           |           |
| 8.               | Милица           | Победница |
| 8.               | Сумеја           |           |
| 9.               | Владимир         |           |
| 9.               | Горан            | Победник  |
| 10.              | Мина             |           |
| 10.              | Ника             | Победница |
| 11.              | Бранко           | Победник  |
| 11.              | Хрвоје           |           |
| 12.              | Ивона            |           |
| 12.              | Сумеја           | Победница |
| 13.              | Стефан           |           |
| 13.              | Кристиан         | Победник  |
| 14.              | Милица           |           |
| 14.              | Невена           | Победница |
| 15.              | Маша             |           |
| 15.              | Стефан*          |           |
| 15.              | Ника             | Победници |
| 15.              | Горан*           | Победници |
| Коначан резултат | Коначан резултат | 7         |
| Коначан резултат | Коначан резултат | 8         |

На племенском савету, Рамиз није могао да буде изгласан због свог личног имунитета. Кроз анонимно гласање, Нађа је добила 2 гласа, Мина 3, а Јована 6 и тиме је Јована номинована за елиминацију.
| Гласање      |                |            |
| Такмичар(ка) | Укупно гласова | Резултат   |
| Нађа         | 2              |            |
| Мина         | 3              |            |
| Јована       | 6              | Номинација |

18. дан

На вече осамнаестог дана, одржана је борба између два номинована кандидата (Ивоне и Јоване). Такмичарке су морале да држе у руци постоље на чијој површини балансирају лоптицу, док стоје на косој греди. На знак водитеља, такмичарке су морале да се помере ниже уз греду, на део који је ужи и под већим нагибом. Она такмичарка која балансира лоптицу дуже без да јој падне је победница. Ивона је изгубила и напустила такмичење.
19. дан

Играна је игра за 2&nbsp;kg пасуља, 4 парадајза, 4 главице црног лука и паста од парадајза, а недељно следовање племену на недељном нивоу за оба племена је постало 2&nbsp;kg пиринча и по кромпир за сваког члана племена. Такмичење је било засновано на дуелима један на један између чланова супарничких тимова, са условом да су жене морале да се такмиче против жена, а мушкарци против мушкараца. Такмичари су морали да пређу водени полигон. Такмичари су морали да допливају до платформе на којој отварају капију кроз коју пролазе, пре поновног скакања у воду, излажења и стајања на платформу која плута. Повлачењем себе и чамца конопцем, они морају да се привуку другој страни воде. После кратког сувог полигона, такмичари морају да ослободе лопте из мреже, а потом убаце лопте у кошеве који се налазе на крају постоља у облику крста који може да се врти. Први такмичар који убаци две лопте у било која два коша осваја поен за своје племе. Мушки такмичари су имало по 4, а женски по 5 лопти. Прво племе које дође до 8 поена је било победничко. Племе чији је такмичар први бирао противника је било племе Азуа.
Пошто је достигнут резултат 7-7, одиграна је штафетна, последња борба. Свако племе је изабрало по једног мушкарца и жену да учествују. Женска такмичарка је прва прелазила полигон. Кад заврши полигон, такмичарка даје знак мушком делу штафете да крене. Пошто мушки такмичар пређе полигон, један од два члана сваког племена који је учествовао у штафети учествује у делу са кошарком, али су морала да се погоде сва 4 коша. Победило је племе Мао.
| 1.               | Стеван           |           |
| 1.               | Хрвоје           | Победник  |
| 2.               | Милица           |           |
| 2.               | Невена           | Победница |
| 3.               | Стефан           | Победник  |
| 3.               | Роко             |           |
| 4.               | Јована           |           |
| 4.               | Сумеја           | Победница |
| 5.               | Владимир         | Победник  |
| 5.               | Виктор           |           |
| 6.               | Нађа             |           |
| 6.               | Тена             | Победница |
| 7.               | Рамиз            |           |
| 7.               | Томислав         | Победник  |
| 8.               | Маша             | Победница |
| 8.               | Ника             |           |
| 9.               | Бранко           | Победник  |
| 9.               | Горан            |           |
| 10.              | Стефан           | Победница |
| 10.              | Виктор           |           |
| 11.              | Мина             |           |
| 11.              | Сумеја           | Победница |
| 12.              | Бранко           |           |
| 12.              | Кристиан         | Победник  |
| 13.              | Милица           | Победница |
| 13.              | Тена             |           |
| 14.              | Рамиз            | Победница |
| 14.              | Хрвоје           |           |
| 15.              | Маша             | Победници |
| 15.              | Стефан           | Победници |
| 15.              | Тена             |           |
| 15.              | Горан            |           |
| Коначан резултат | Коначан резултат | 8         |
| Коначан резултат | Коначан резултат | 7         |

20. дан

Играна је игра за по један сендвич за сваког члана победничког племена. Такмичење је било засновано на дуелима два на два између чланова супарничких тимова, са условом да су жене морале да се такмиче против жена, а мушкарци против мушкараца. Стрелац мора да са обале да доплива до чамца у који потом потом улази. Помагач онда довлачи чамац према обали користећи калем и конопац који је везан за чамац. На пола пута ка обали, стрелац мора да изађе из чамца и покупи два дела слагалице. По повратку у чамац, помагач довлачи чамац скроз до обале. По изласку из чамца, стрелац мора да делове слагалице постави на постоље правилно, а онда да користећи врећице с песком гађањем обори три тотема. Први такмичар који обори своја 3 тотема осваја поен за своје племе. Мушкарци су добијали по 4 врећице с песком, а жене по 5. Прво племе које дође до 6 поена је било победничко. Племе чији је такмичар први бирао противника је било племе Азуа. Племе Мао је победило.
| 1.               | Стеван           | Бранко           |           |
| 1.               | Горан            | Кристиан         | Победници |
| 2.               | Маша             | Милица           | Победници |
| 2.               | Ника             | Сумеја           |           |
| 3.               | Бранко           | Стеван           | Победници |
| 3.               | Горан            | Томислав         |           |
| 4.               | Маша             | Мина             |           |
| 4.               | Невена           | Тена             | Победници |
| 5.               | Стеван           | Рамиз            | Победници |
| 5.               | Томислав         | Горан            |           |
| 6.               | Милица           | Маша             | Победници |
| 6.               | Невена           | Ника             |           |
| 7.               | Стеван           | Стефан           | Победници |
| 7.               | Томислав         | Хрвоје           |           |
| 8.               | Милица           | Јована           | Победници |
| 8.               | Ника             | Невена           |           |
| Коначан резултат | Коначан резултат | Коначан резултат | 6         |
| Коначан резултат | Коначан резултат | Коначан резултат | 2         |

21. дан

Двадесет првог дана је играна игра за племенски имунитет. Такмичење је било засновано на дуелима два на два између чланова супарничких тимова, са условом да су парови морали бити мешовити. Такмичари су морали носећи борбеног овна од 15kg да се пробијају кроз препреке. На крају полигона су морали бацањем кугли да сломе 3 керамичке плоче. Први такмичар који сломи своје плоче осваја поен за своје племе. Мушки такмичари су имало по 4, а женски по 5 кугли. Племе Мао је победило.
* је означен стрелац штафете
| 1.               | Милица           | Стеван           |           |
| 1.               | Невена           | Горан            | Победници |
| 2.               | Владимир         | Маша             |           |
| 2.               | Роко             | Ника             | Победници |
| 3.               | Јована           | Бранко           |           |
| 3.               | Сумеја           | Кристиан         | Победници |
| 4.               | Рамиз            | Нађа             | Победници |
| 4.               | Томислав         | Тена             |           |
| 5.               | Маша             | Владимир         | Победници |
| 5.               | Ника             | Роко             |           |
| 6.               | Бранко           | Јована           |           |
| 6.               | Горан            | Невена           | Победници |
| 7.               | Нађа             | Рамиз            | Победници |
| 7.               | Тена             | Томислав         |           |
| 8.               | Стеван           | Милица           |           |
| 8.               | Кристиан         | Сумеја           | Победници |
| 9.               | Маша             | Стефан           | Победници |
| 9.               | Тена             | Виктор           |           |
| 10.              | Стеван           | Мина             |           |
| 10.              | Хрвоје           | Невена           | Победници |
| 11.              | Нађа             | Рамиз            | Победници |
| 11.              | Невена           | Хрвоје           |           |
| 12.              | Стефан           | Маша             | Победници |
| 12.              | Виктор           | Тена             |           |
| 13.              | Мина             | Стеван           | Победници |
| 13.              | Ника             | Томислав         |           |
| 14.              | Рамиз            | Нађа             |           |
| 14.              | Роко             | Ника             | Победници |
| 15.              | Стеван           | Милица           | Победници |
| 15.              | Маша             | Стефан*          | Победници |
| 15.              | Кристиан         | Ника             |           |
| 15.              | Горан            | Невена*          |           |
| Коначан резултат | Коначан резултат | Коначан резултат | 8         |
| Коначан резултат | Коначан резултат | Коначан резултат | 7         |

Истог дана, племе Азуа је играло игру за лични имунитет. Такмичари су морали да балансирају лоптице на дасци која је с једне стране везана канапом који такмичари држе док стоје на греди. На знак водитеља, морали су да додају још једну куглицу на даску. После свих 5 куглица, на знак водитеља, такмичари су морали да почну да стоје на једној нози. После тога, на знак водитеља, такмичари су морали да затворе очи. Онај учесник коме лоптица падну испада из игре за лични имунитет. Последњи учесник који остане је победник. Победница игре, Сумеја, није могла да буде изгласана тј. номинована за елиминацију.
На племенском савету, кроз анонимно гласање, Хрвоје је добио 3 гласа, Кристиан је добио 4, а Томислав и Невена по 1. Тиме је Кристиан номинован за елиминацију.
| Гласање      |                |            |
| Такмичар(ка) | Укупно гласова | Резултат   |
| Хрвоје       | 3              |            |
| Кристиан     | 4              | Номинација |
| Томислав     | 1              |            |
| Невена       | 1              |            |

22. дан

Двадесет другог дана је играна игра за племенски имунитет. Такмичење је било засновано на дуелима два на два између чланова супарничких тимова, са условом да су жене морале да се такмиче против жена, а мушкарци против мушкараца. Играно је повлачење конопца. Први тим који два пута победи осваја поен за своје племе. Прво племе које дође до 8 поена је било победничко. Победило је племе Азуа.
Виктор и Роко нису учествовали у изазову због здравствених проблема.
| 2                | 1.               | Рамиз            | Бранко           | Победници |
| 2                | 1.               | Горан            | Томислав         |           |
| 2                | 2.               | Нађа             | Јована           |           |
| 2                | 2.               | Невена           | Ника             | Победници |
| 2                | 3.               | Стеван           | Стефан           | Победници |
| 2                | 3.               | Хрвоје           | Кристиан         |           |
| 2                | 4.               | Милица           | Маша             |           |
| 2                | 4.               | Невена           | Ника             | Победници |
| 2                | 5.               | Стеван           | Стефан           |           |
| 2                | 5.               | Горан            | Томислав         | Победници |
| 2                | 6.               | Нађа             | Јована           |           |
| 2                | 6.               | Сумеја           | Тена             | Победници |
| 2                | 7.               | Рамиз Стефан     | Бранко           |           |
| 2                | 7.               | Хрвоје           | Кристиан Горан   | Победници |
| 2                | 8.               | Милица           | Маша             |           |
| 2                | 8.               | Сумеја           | Невена           | Победници |
| 1                | 9.               | Стеван           | Стеван           | Победник  |
| 1                | 9.               | Хрвоје           |                  |           |
| 1                | 10.              | Јована           | Јована           |           |
| 1                | 10.              | Сумеја           | Сумеја           | Победница |
| 1                | 11.              | Стефан           | Стефан           |           |
| 1                | 11.              | Горан            | Горан            | Победник  |
| Коначан резултат | Коначан резултат | Коначан резултат | Коначан резултат | 3         |
| Коначан резултат | Коначан резултат | Коначан резултат | Коначан резултат | 8         |

Истог дана, племе Мао је играло игру за лични имунитет, исту коју је племе Азуа играло дан пре. Победница игре, Мина, није могла да буде изгласана тј. номинована за елиминацију.
На племенском савету, кроз анонимно гласање, Рамиз је добио 2 гласа, а Нађа 8.
| Гласање      |                |            |
| Такмичар(ка) | Укупно гласова | Резултат   |
| Рамиз        | 2              |            |
| Нађа         | 6              | Номинација |

23. дан

На вече двадесет трећег дана, одржана је борба између два номинована кандидата (Кристиана и Нађе). Такмичари су морали да држе прстима плоче притиснуте уз вертикалне платформе са обе стране својих тела. Онај такмичар којем нека од плоча прва испадне је губитник. Кристиан је изгубио и напустио такмичење.
24. дан

Играна је игра за 4 паприке, 4 главице црног лука, 2kg сочива и за по 2 виршле за сваког члана победничког племена. Такмичари су морали да пређу полигон који се састојао од зиплајна, пливања, трчања и вучења себе на гуми за воду. После полигона, такмичари морају да одбијањем о трамболину убаце вреће с песком у кош који се налази између њих и трамболине. Први такмичар који убаци 2 врећице осваја поен за своје племе. Мушки такмичари су добијали по 3 врећице с песком, а женски по 4. Прво племе које дође до 8 поена је било победничко. Племе чији је такмичар први бирао противника је било племе Мао.
Јована из племена Мао, као и Виктор и Роко из племена Азуа због здравствених проблема нису учествовали у игри.
Пошто је достигнут резултат 7-7, одиграна је штафетна, последња борба. Свако племе је изабрало по једног мушкарца и жену да учествују. Један од двоје такмичара прелази зиплајн, пливање и део полигона са трчањем, а стрелац (други такмичар) их чека код гуме за воду. Кад заврши остатак полигона, стрелац убацује вреће с песком у кошеве, с тим да овог пута имају 2 коша уместо једног. Победило је племе Мао.
* је означен стрелац штафете
| 1.               | Бранко           |           |
| 1.               | Хрвоје           | Победник  |
| 2.               | Мина             |           |
| 2.               | Тена             | Победница |
| 3.               | Стефан           | Победник  |
| 3.               | Томислав         |           |
| 4.               | Маша             | Победница |
| 4.               | Ника             |           |
| 5.               | Нађа             |           |
| 5.               | Невена           | Победница |
| 6.               | Владимир         | Победник  |
| 6.               | Горан            |           |
| 7.               | Милица           | Победница |
| 7.               | Сумеја           |           |
| 8.               | Стеван           |           |
| 8.               | Томислав         | Победник  |
| 9.               | Мина             |           |
| 9.               | Невена           | Победница |
| 10.              | Рамиз            |           |
| 10.              | Горан            | Победник  |
| 11.              | Нађа             |           |
| 11.              | Тена             | Победница |
| 12.              | Милица           | Победница |
| 12.              | Ника             |           |
| 13.              | Владимир         | Победник  |
| 13.              | Хрвоје           |           |
| 14.              | Маша             | Победница |
| 14.              | Сумеја           |           |
| 15.              | Милица           | Победници |
| 15.              | Владимир*        | Победници |
| 15.              | Тена             |           |
| 15.              | Томислав*        |           |
| Коначан резултат | Коначан резултат | 8         |
| Коначан резултат | Коначан резултат | 7         |

25. дан

Играна је игра за посету спа центру. Награда је садржала спа третман, као и гозбу на чијем се менију налазио омлет, кувана јаја, кајгана, тањир са сухомеснатим производима, чоколада, палачинке, кроасани, пецива, велики избор воћа и поврћа, кафа, чај и сок. Такмичари су морали да пређу полигон који се састојао од тобогана, пливања у базену и препрека. После полигона, такмичари морају да бацањем лаких лоптица оборе тешке дрвене фигуре наслагане на столу. Први такмичар који обори све своје фигуре осваја поен за своје племе. Прво племе које дође до 8 поена је било победничко. Племе чији је такмичар први бирао противника је било племе Мао. Победило је племе Азуа.
Јована из племена Мао, као и Виктор и Роко из племена Азуа због здравствених проблема нису учествовали у игри.
| 1.               | Рамиз            |           |
| 1.               | Томислав         | Победник  |
| 2.               | Мина             |           |
| 2.               | Невена           | Победница |
| 3.               | Милица           |           |
| 3.               | Сумеја           | Победница |
| 4.               | Бранко           |           |
| 4.               | Хрвоје           | Победник  |
| 5.               | Маша             | Победница |
| 5.               | Ника             |           |
| 6.               | Стеван           |           |
| 6.               | Горан            | Победник  |
| 7.               | Нађа             |           |
| 7.               | Тена             | Победница |
| 8.               | Стефан           | Победник  |
| 8.               | Томислав         |           |
| 9.               | Маша             |           |
| 9.               | Тена             | Победница |
| 10.              | Милица           | Победница |
| 10.              | Ника             |           |
| 11.              | Владимир         |           |
| 11.              | Горан            | Победник  |
| Коначан резултат | Коначан резултат | 3         |
| Коначан резултат | Коначан резултат | 8         |

26. дан

Пре прве борбе за племенски имунитет за ту недељу, због одласка Иване Банфић пар дана раније, племену Азуа се прикључује нова чланица Ивана Печек.
Такмичење је било засновано на дуелима један на један између чланова супарничких тимова, са условом да су жене морале да се такмиче против жена, а мушкарци против мушкараца. Такмичари су морали да пређу полигон на чијем крају су морали да отворе један од два ковчега, у једном се налазило 6 мањих, а у другом 3 веће кесе са песком. Такмичари су морали да оборе 5 тотема са стола гађањем. Први такмичар који обори све своје фигуре осваја поен за своје племе. Прво племе које дође до 8 поена је било победничко. Племе чији је такмичар први бирао противника је било племе Мао. Победило је племе Мао.
Јована из племена Мао, као и Виктор из племена Азуа због здравствених проблема нису учествовали у игри.
| 1.               | Рамиз            | Победник  |
| 1.               | Томислав         |           |
| 2.               | Маша             | Победница |
| 2.               | Ника             |           |
| 3.               | Владимир         | Победник  |
| 3.               | Хрвоје           |           |
| 4.               | Нађа             |           |
| 4.               | Тена             | Победница |
| 5.               | Стеван           | Победник  |
| 5.               | Горан            |           |
| 6.               | Мина             |           |
| 6.               | Сумеја           | Победница |
| 7.               | Стефан           | Победник  |
| 7.               | Роко             |           |
| 8.               | Милица           | Победница |
| 8.               | Ивана П.         |           |
| 9.               | Бранко           |           |
| 9.               | Томислав         | Победник  |
| 10.              | Нађа             |           |
| 10.              | Сумеја           | Победница |
| 11.              | Стеван           | Победник  |
| 11.              | Хрвоје           |           |
| 12.              | Мина             | Победница |
| 12.              | Невена           |           |
| Коначан резултат | Коначан резултат | 8         |
| Коначан резултат | Коначан резултат | 4         |

Истог дана, племе Азуа је играло игру за лични имунитет. Сваки члан племена је добио шипку са двокраком виљушком на крају и 6 тегова. Такмичари су морали шипком да постављају тегове на други крај клацкалице коју балансирају ногом. На знак водитеља, сваки члан тима је морао да дода тег на други крај своје клацкалице. Онај учесник коме тегови падну испада из игре за лични имунитет. Последњи учесник који остане је победник. Победница игре, Невена, није могла да буде изгласана тј. номинована за елиминацију.
Кроз анонимно гласање, Хрвоје и Роко су добили по 5 гласова. У другој, јавној рунди гласања, Хрвоје је добио 5 гласова, а Роко 3 и тиме је Хрвоје номинован за елиминацију. Горан је био тај чији је глас првобитно отишао Року, а у јавној рунди Хрвоју.
| Први круг гласања |                |            |
| Такмичар(ка)      | Укупно гласова | Резултат   |
| Хрвоје            | 5              | Други круг |
| Роко              | 5              | Други круг |

| Други круг гласања |         |         |          |         |          |         |         |         |                |            |
| Такмичар(ка)       | Гласови | Гласови | Гласови  | Гласови | Гласови  | Гласови | Гласови | Гласови | Укупно гласова | Резултат   |
| Такмичар(ка)       | Виктор  | Сумеја  | Ивана П. | Тена    | Томислав | Ника    | Невена  | Горан   | Укупно гласова | Резултат   |
| Хрвоје             | Не      | Не      | Не       | Не      |          |         |         | Не      | 5              | Номинација |
| Роко               |         |         |          |         | Не       | Не      | Не      |         | 3              |            |

27. дан

Двадесет седмог дана је одржана игра за племенски имунитет. Такмичење је било засновано на дуелима један на један између чланова супарничких тимова, са условом да су жене морале да се такмиче против жена, а мушкарци против мушкараца. Такмичари су добили постоље на које је лабаво причвршћен чуњ које држе једном руком. Циљ је оборити чуњ противника на под. Први такмичар коме чуњ падне на под губи рунду. Сваки такмичарски пар игра до два поена. Прво племе које дође до 8 поена је било победничко. Парови су бирани од стране продукције. Победило је племе Азуа.
Виктор из племена Азуа због здравствених проблема није учествовао у игри.
| 1.               | Бранко           | Победник  |
| 1.               | Томислав         |           |
| 2.               | Нађа             |           |
| 2.               | Тена             | Победница |
| 3.               | Стеван           |           |
| 3.               | Роко             | Победник  |
| 4.               | Мина             | Победница |
| 4.               | Сумеја           |           |
| 5.               | Милица           | Победница |
| 5.               | Ника             |           |
| 6.               | Стефан           |           |
| 6.               | Горан            | Победник  |
| 7.               | Јована           |           |
| 7.               | Ивана П.         | Победница |
| 8.               | Владимир         | Победник  |
| 8.               | Хрвоје           |           |
| 9.               | Маша             |           |
| 9.               | Невена           | Победница |
| 10.              | Бранко           |           |
| 10.              | Горан            | Победник  |
| 11.              | Јована           |           |
| 11.              | Тена             | Победница |
| 12.              | Владимир         |           |
| 12.              | Томислав         | Победник  |
| Коначан резултат | Коначан резултат | 4         |
| Коначан резултат | Коначан резултат | 8         |

Истог дана, племе Мао је играло игру за лични имунитет, исту ону коју је племе Азуа играло дан пре. Сваки члан племена је добио шипку са двокраком виљушком на крају и 6 тегова. Такмичари су морали шипком да постављају тегове на други крај клацкалице коју балансирају ногом. На знак водитеља, сваки члан тима је морао да дода тег на други крај своје клацкалице. Онај учесник коме тегови падну испада из игре за лични имунитет. Последњи учесник који остане је победник. Победник игре, Бранко, није могао да буде изгласан тј. номинован за елиминацију.
Кроз анонимно гласање, Јована је добила 1, Мина 3, а Нађа 5 гласова. Тиме је Нађа номинована за елиминацију.
| Први круг гласања |                |            |
| Такмичар(ка)      | Укупно гласова | Резултат   |
| Јована            | 1              |            |
| Мина              | 3              |            |
| Нађа              | 5              | Номинација |

28. дан

На вече двадесет осмог дана, одржана је борба између два номинована кандидата (Хрвоја и Нађе). Такмичари су морали да петама стану на малу платформу која стоји уз даску и да се рукама ухвате за шипку која је изнад њих. На знак водитеља, морали су да мало скупе руке. Онај такмичар који први падне на под испада из такмичења. Хрвоје је изгубио и напустио такмичење.
29. дан

Играна је игра за слику једног члана породице сваког такмичара, као и за храну коју је исти припремио. Такмичење је било засновано на дуелима два на два између чланова супарничких тимова, са условом да су парови били мешовити. Сва 4 такмичара су везана једни за друге за харнесе које су носили у формацији крста. У супротним ћошковима правоугаоног ринга у којем је игра играна су се налазиле црвене тј плаве заставице. Сваки тим је морао да обори своје две заставице да би освојио поен за своје племе. Прво племе које дође до 6 поена је било победничко. Племе чији је такмичар први бирао противника је било племе Азуа.
Виктор из племена Азуа због здравствених проблема није учествовао у игри.
Пошто је достигнут резултат 5-5, правила су промењена за последњу борбу. Учествују по 3 уместо по 2 члана сваког тима и то по 2 мушкарца и 1 жена. Додата је још једна, црна заставица на средину терена која мора да се покупи после две обојене. Победило је племе Азуа.
| Ток изазова      | Ток изазова      | Ток изазова      | Ток изазова      | Ток изазова      | Ток изазова      | Ток изазова      | Ток изазова | Ток изазова |
| Пар              | Тим и племе      | Тим и племе      | Тим и племе      | Тим и племе      | Тим и племе      | Тим и племе      | Поени       |             |
| ---------------- | ---------------- | ---------------- | ---------------- | ---------------- | ---------------- | ---------------- | ----------- | ----------- |
| 1.               | Стеван           | Стеван           | Стеван           | Милица           | Милица           | Милица           | Победници   |             |
| 1.               | Горан            | Горан            | Горан            | Ивана П.         | Ивана П.         | Ивана П.         |             |             |
| 2.               | Бранко           | Бранко           | Бранко           | Маша             | Маша             | Маша             |             |             |
| 2.               | Томислав         | Томислав         | Томислав         | Ника             | Ника             | Ника             | Победници   |             |
| 3.               | Рамиз            | Рамиз            | Рамиз            | Јована           | Јована           | Јована           | Победници   |             |
| 3.               | Роко             | Роко             | Роко             | Невена           | Невена           | Невена           |             |             |
| 4.               | Владимир         | Владимир         | Владимир         | Мина             | Мина             | Мина             |             |             |
| 4.               | Горан            | Горан            | Горан            | Ника             | Ника             | Ника             | Победници   |             |
| 5.               | Стефан           | Стефан           | Стефан           | Нађа             | Нађа             | Нађа             | Победници   |             |
| 5.               | Роко             | Роко             | Роко             | Тена             | Тена             | Тена             |             |             |
| 6.               | Стеван           | Стеван           | Стеван           | Маша             | Маша             | Маша             | Победници   |             |
| 6.               | Томислав         | Томислав         | Томислав         | Сумеја           | Сумеја           | Сумеја           |             |             |
| 7.               | Бранко           | Бранко           | Бранко           | Маша             | Маша             | Маша             |             |             |
| 7.               | Горан            | Горан            | Горан            | Ивана П.         | Ивана П.         | Ивана П.         | Победници   |             |
| 8.               | Рамиз            | Рамиз            | Рамиз            | Јована           | Јована           | Јована           |             |             |
| 8.               | Томислав         | Томислав         | Томислав         | Ника             | Ника             | Ника             | Победници   |             |
| 9.               | Стеван           | Стеван           | Стеван           | Милица           | Милица           | Милица           | Победници   |             |
| 9.               | Роко             | Роко             | Роко             | Невена           | Невена           | Невена           |             |             |
| 10.              | Рамиз            | Рамиз            | Рамиз            | Маша             | Маша             | Маша             |             |             |
| 10.              | Горан            | Горан            | Горан            | Ивана П.         | Ивана П.         | Ивана П.         | Победници   |             |
| 11.              | Бранко           | Бранко           | Милица           | Милица           | Стеван           | Стеван           |             |             |
| 11.              | Горан            | Горан            | Ника             | Ника             | Томислав         | Томислав         | Победници   |             |
| Коначан резултат | Коначан резултат | Коначан резултат | Коначан резултат | Коначан резултат | Коначан резултат | Коначан резултат | 5           |             |
| Коначан резултат | Коначан резултат | Коначан резултат | Коначан резултат | Коначан резултат | Коначан резултат | Коначан резултат | 6           |             |

30. дан

Играна је игра за роштиљску гозбу. Играо се фудбал на песку 4 на 4 (у неким рундама 3 на 3). Сваки тим је морао да постигне 2 гола да би освојио поен за своје племе. Прво племе које дође до 6 поена је било победничко. Тимови су бирани од стране продукције.
Виктор из племена Азуа због здравствених проблема није учествовао у игри. Милица из племена Мао се повредила током загревања па није учествовала у игри.
| 1.               | Владимир         | Нађа             | Стеван           | 2                | Победници |
| 1.               | Владимир         | Маша             | Стеван           | 2                | Победници |
| 1.               | Роко Томислав    | Тена             | Томислав Роко    | 1                |           |
| 1.               | Роко Томислав    | Ника             | Томислав Роко    | 1                |           |
| 2.               | Стефан           | Јована           | Мина             | 0                |           |
| 2.               | Стефан           | Маша             | Мина             | 0                |           |
| 2.               | Горан            | Ивана            | Невена           | 2                | Победници |
| 2.               | Горан            | Сумеја           | Невена           | 2                | Победници |
| 3.               | Бранко           | Јована           | Владимир         | 2                | Победници |
| 3.               | Бранко           | Нађа             | Владимир         | 2                | Победници |
| 3.               | Горан            | Ивана            | Томислав         | 1                |           |
| 3.               | Горан            | Сумеја           | Томислав         | 1                |           |
| 4.               | Рамиз            | Маша             | Нађа             | 0                |           |
| 4.               | Рамиз            | Мина             | Нађа             | 0                |           |
| 4.               | Роко             | Тена             | Ника             | 2                | Победници |
| 4.               | Роко             | Сумеја           | Ника             | 2                | Победници |
| 5.               | Стефан           | Стеван           | Нема             | 2                | Победници |
| 5.               | Стефан           | Владимир         | Нема             | 2                | Победници |
| 5.               | Горан            | Роко             | Нема             | 0                |           |
| 5.               | Горан            | Томислав         | Нема             | 0                |           |
| 6.               | Мина             | Нађа             | Јована           | 0                |           |
| 6.               | Мина             | Маша             | Јована           | 0                |           |
| 6.               | Невена           | Ивана            | Ника             | 2                | Победници |
| 6.               | Невена           | Сумеја           | Ника             | 2                | Победници |
| 7.               | Стефан           | Бранко           | Нема             | 0                |           |
| 7.               | Стефан           | Рамиз            | Нема             | 0                |           |
| 7.               | Роко             | Горан            | Нема             | 2                | Победници |
| 7.               | Роко             | Томислав         | Нема             | 2                | Победници |
| 8.               | Мина             | Јована           | Маша             | 0                |           |
| 8.               | Мина             | Нађа             | Маша             | 0                |           |
| 8.               | Невена           | Сумеја           | Ника             | 2                | Победници |
| 8.               | Невена           | Тена             | Ника             | 2                | Победници |
| Коначан резултат | Коначан резултат | Коначан резултат | Коначан резултат | Коначан резултат | 3         |
| Коначан резултат | Коначан резултат | Коначан резултат | Коначан резултат | Коначан резултат | 5         |

31. дан

Тридесет првог дана је играна игра за племенски имунитет, али је овог пута играно и за видео поруку од стране једног пријатеља за сваког члана победничког племена. Такмичење је било засновано на дуелима два на два између чланова супарничких тимова, са условом да су парови били мешовити, али су жене морале да се такмиче против жена, а мушкарци против мушкараца. Један такмичар је стрелац а други помагач. Помагач гура стрелца низ шине на полигону у колицима док стрелац скупља шипке које се назале по полигону. Бацањем сакупљених шипки (којих има највише 4), на крају полигона, стрелац мора да први обори своје две куле од коцака да би освојио поен за своје племе. Прво племе које дође до 8 поена је било победничко. Парови су бирани од стране продукције. Победило је племе Мао.
Виктор из племена Азуа због здравствених проблема није учествовао у игри.
| 1.               | Ника             | Владимир         | Победници |
| 1.               | Ника             | Горан            |           |
| 2.               | Стефан           | Нађа             | Победници |
| 2.               | Томислав         | Невена           |           |
| 3.               | Маша             | Рамиз            |           |
| 3.               | Сумеја           | Роко             | Победници |
| 4.               | Владимир         | Мина             |           |
| 4.               | Горан            | Ника             | Победници |
| 5.               | Нађа             | Стефан           | Победници |
| 5.               | Невена           | Томислав         |           |
| 6.               | Рамиз            | Маша             | Победници |
| 6.               | Роко             | Сумеја           |           |
| 7.               | Милица           | Рамиз            | Победници |
| 7.               | Ивана П.         | Горан            |           |
| 8.               | Бранко           | Јована           | Победници |
| 8.               | Томислав         | Тена             |           |
| 9.               | Маша             | Стеван           |           |
| 9.               | Тена             | Томислав         | Победници |
| 10.              | Стеван           | Маша             |           |
| 10.              | Роко             | Невена           | Победници |
| 11.              | Јована           | Бранко           |           |
| 11.              | Невена           | Роко             | Победници |
| 12.              | Рамиз            | Милица           | Победници |
| 12.              | Горан            | Ивана П.         |           |
| 13.              | Маша             | Владимир         | Победници |
| 13.              | Сумеја           | Роко             |           |
| Коначан резултат | Коначан резултат | Коначан резултат | 8         |
| Коначан резултат | Коначан резултат | Коначан резултат | 5         |

Племе Азуа је као утешну награду добило писмо од по једног пријатеља за сваког члана племена.
Истог дана, племе Азуа је играло игру за лични имунитет. Такмичари су морали да балансирају лоптицу користећи две шипке између којих је платформа везана канапом на којој стоји лоптица. На знак водитеља, такмичари су морали да стану на греду. На други знак водитеља, такмичари су морали да стоје на само једној нози. Победник игре, Томислав, није могао да буде изгласан тј. номинован за елиминацију. Виктор због здравствених проблема није учествовао у игри и није могао бити номинован за елиминацију на племенском савету.
На племенском савету, кроз анонимно гласање, Сумеја и Тена су добиле по 1 глас, Ивана 2 гласа, а Горан 5. Тиме је Горан номинован за елиминацију.
| Гласање      |                |            |
| Такмичар(ка) | Укупно гласова | Резултат   |
| Сумеја       | 1              |            |
| Тена         | 1              |            |
| Ивана        | 2              |            |
| Горан        | 5              | Номинација |

32. дан

Тридесет другог дана је играна игра за племенски имунитет. Такмичење је било засновано на дуелима један на један између чланова супарничких тимова, са условом да су жене морале да се такмиче против жена, а мушкарци против мушкараца. Такмичари су морали да пређу блатњави полигон на чијем крају су морали да откопају врећу у којој су се налазили дискови за гађање. Такмичари су морали да оборе 5 чуњева бацајући дискове преко стола на чијем крају је рампа. Први такмичар који обори све своје чуњеве осваја поен за своје племе. Прво племе које дође до 8 поена је било победничко. Парови су бирани од стране продукције. Победило је племе Азуа.
| 1.               | Стефан           | Победник  |
| 1.               | Томислав         |           |
| 2.               | Јована           |           |
| 2.               | Невена           | Победница |
| 3.               | Владимир         | Победник  |
| 3.               | Горан            |           |
| 4.               | Мина             |           |
| 4.               | Сумеја           | Победница |
| 5.               | Маша             |           |
| 5.               | Ника             | Победница |
| 6.               | Бранко           | Победник  |
| 6.               | Роко             |           |
| 7.               | Милица           |           |
| 7.               | Тена             | Победница |
| 8.               | Нађа             |           |
| 8.               | Ивана П.         | Победница |
| 9.               | Маша Мина        |           |
| 9.               | Невена           | Победница |
| 10.              | Рамиз            |           |
| 10.              | Горан            | Победник  |
| 11.              | Јована           | Победница |
| 11.              | Ивана П.         |           |
| 12.              | Стеван           |           |
| 12.              | Томислав         | Победник  |
| Коначан резултат | Коначан резултат | 4         |
| Коначан резултат | Коначан резултат | 8         |

## Историја игара и гласања
| Дан | Датум емитовања | Борбе                     | Борбе              | Борбе          | Племенски савет | Племенски савет | Елиминација | Пласман        | Реф.                        |
| Дан | Датум емитовања | Награда                   | Племенски имунитет | Лични имунитет | Номинован(а)    | Гласови         | Елиминација | Пласман        | Реф.                        |
| --- | --------------- | ------------------------- | ------------------ | -------------- | --------------- | --------------- | ----------- | -------------- | --------------------------- |
| 1.  | 14. март 2022.  | Бирање боје тима          |                    |                |                 |                 |             |                | [ 5 ] [ 7 ]                 |
| 1.  | 14. март 2022.  | Више алата и шибице       |                    |                |                 |                 |             |                | [ 5 ] [ 7 ]                 |
| 2.  | 15. март 2022.  | Кромпир                   |                    |                |                 |                 |             |                | [ 9 ]                       |
| 3.  | 16. март 2022.  |                           | Плави              | Стефан         | Нигор и Ивона   | 1-4-4-1 (4-4)   |             |                | [ 10 ] [ 11 ]               |
| 4.  | 17. март 2022.  |                           | Мао                |                |                 |                 |             |                |                             |
| 4.  | 18. март 2022.  |                           | Мао                | Виктор         | Сања            | 1-6             |             |                |                             |
| 5.  | 18. март 2022.  |                           |                    |                |                 |                 | Сања        | 1. елиминисана | [ 13 ]                      |
| 6.  | 21. март 2022.  | Више хране                |                    |                |                 |                 |             |                | [ 14 ] [ 15 ]               |
| 7.  | 22. март 2022.  | Опрема за пецање, риба    |                    |                |                 |                 |             |                |                             |
| 8.  | 23. март 2022.  |                           | Мао                | Кристиан       |                 |                 |             |                | [ 18 ]                      |
| 9.  | 23. март 2022.  |                           |                    |                | Роко            | 5-1             |             |                | [ 18 ]                      |
| 10. | 24. март 2022.  |                           | Азуа               |                |                 |                 |             |                | [ 19 ]                      |
| 10. | 25. март 2022.  |                           |                    | Бранко         |                 |                 |             |                | [ 19 ]                      |
| 11. | 25. март 2022.  |                           |                    |                | Нигор           | 1-1-2-2-4       |             |                | [ 19 ]                      |
| 12. | 25. март 2022.  |                           |                    |                |                 |                 | Нигор       | 2. елиминисан  | [ 20 ]                      |
| 13. | 28. март 2022.  |                           |                    |                |                 |                 | Ивана Б.    | Напустила игру | [ 21 ]                      |
| 14. | 28. март 2022.  | Храна                     |                    |                |                 |                 |             |                | [ 22 ] [ 23 ]               |
| 15. | 29. март 2022.  | Кокошке и петао           |                    |                |                 |                 |             |                | [ 24 ] [ 25 ]               |
| 16. | 30. март 2022.  |                           | Азуа               | Рамиз          | Ивона           | 1-5-5 (4-5)     |             |                | [ 26 ] [ 27 ]               |
| 17. | 31. март 2022.  |                           | Азуа               | Рамиз          |                 |                 |             |                |                             |
| 17. | 1. април 2022.  |                           | Азуа               | Рамиз          | Јована          | 2-3-6           |             |                |                             |
| 18. | 1. април 2022.  |                           |                    |                |                 |                 | Ивона       | 3. елиминисана |                             |
| 19. | 4. април 2022.  | Више хране                |                    |                |                 |                 |             |                | [ 30 ] [ 31 ]               |
| 20. | 5. април 2022.  | Сендвичи                  |                    |                |                 |                 |             |                | [ 32 ] [ 33 ]               |
| 21. | 6. април 2022.  |                           | Мао                | Сумеја         | Кристиан        | 3-4-1-1         |             |                | [ 34 ] [ 35 ]               |
| 22. | 7. април 2022.  |                           | Азуа               |                |                 |                 |             |                | [ 38 ] [ 39 ] [ 40 ] [ 41 ] |
| 22. | 8. април 2022.  |                           |                    | Мина           | Нађа            | 2-8             |             |                | [ 38 ] [ 39 ] [ 40 ] [ 41 ] |
| 23. | 8. април 2022.  |                           |                    |                |                 |                 | Кристиан    | 4. елиминисан  | [ 38 ] [ 39 ] [ 40 ] [ 41 ] |
| 24. | 11. април 2022. | Храна                     |                    |                |                 |                 |             |                | [ 42 ] [ 43 ]               |
| 25. | 12. април 2022. | Посета спа центру и гозба |                    |                |                 |                 |             |                | [ 44 ] [ 45 ]               |
| 26. | 13. април 2022. |                           | Мао                | Невена         | Хрвоје          | 5-5 (3-5)       |             |                | [ 46 ] [ 47 ] [ 48 ]        |
| 27. | 14. април 2022. |                           | Азуа               |                |                 |                 |             |                | [ 49 ] [ 50 ] [ 51 ] [ 52 ] |
| 27. | 15. април 2022. |                           |                    | Бранко         | Нађа            | 1-3-5           |             |                | [ 49 ] [ 50 ] [ 51 ] [ 52 ] |
| 28. | 15. април 2022. |                           |                    |                |                 |                 | Хрвоје      | 5. елиминисан  | [ 49 ] [ 50 ] [ 51 ] [ 52 ] |
| 29. | 18. април 2022. | Више хране од куће        |                    |                |                 |                 |             |                | [ 54 ]                      |
| 30. | 19. април 2022. | Роштиљска гозба           |                    |                |                 |                 |             |                |                             |
| 31. | 20. април 2022. | Мао                       | Мао                | Томислав       | Горан           | 1-1-2-5         |             |                |                             |
| 32. | 21. април 2022. |                           | Азуа               |                |                 |                 |             |                |                             |
| 32. | 22. април 2022. |                           |                    | Маша           | Рамиз           | 2-2-4-2         |             |                |                             |
| 33. | 22. април 2022. |                           |                    |                |                 |                 | Рамиз       | 6. елиминисан  |                             |
| Дан | Датум емитовања | Борбе                     | Борбе              | Борбе          | Племенски савет | Племенски савет | Елиминација | Пласман        | Реф.                        |
| Дан | Датум емитовања | Награда                   | Племенски имунитет | Лични имунитет | Номинован(а)    | Гласови         | Елиминација | Пласман        | Реф.                        |
| 34. | 25. април 2022. |                           |                    |                |                 |                 | Виктор      | Напустио игру  |                             |
| 34. | 25. април 2022. | Више пара за аукцију      |                    |                |                 |                 |             |                |                             |
| 35. | 26. април 2022. | Фрижидер пун хране        |                    |                |                 |                 |             |                |                             |
| 36. | 27. април 2022. | Мао                       | Мао                | Сумеја         | Ивана П.        | 3-5             |             |                |                             |
| 37. | 28. април 2022. |                           | Азуа               |                |                 |                 |             |                |                             |
| 37. | 29. април 2022. |                           |                    | Нађа           | Јована          | 2-3-4           |             |                |                             |
| 38. | 29. април 2022. |                           |                    |                |                 |                 | Јована      | 7. елиминисана |                             |